# 敵營十八年 (1981年電視劇)

《敌营十八年》是中国大陆的第一部电视连续剧，在1980年拍摄，于1981年春节期间在中国中央电视台播出。全部9集。

## 创作背景
自1980年10月起，中国大陆开始播放美国反映第二次世界大战时期一个特务小组的电视系列片《加里森敢死队》。由于其收视率极高，但其中宣扬的理念和1980年代的中国不合，中国决定自己拍摄电视连续剧。
《敌营十八年》剧集时长共计315分钟，大约2000个镜头，100多个场景，在北京、庐山、九江、汉口、福建等地共拍摄了97天，投资10万元人民币。主要演员张连文，即电影《创业》的主演。

## 创作人员
导演：王扶林
主题歌演唱：关贵敏

## 主要演员
- 张连文：饰江波，电影《创业》中主演周挺杉。
- 张甲田：
- 李小力：饰国军女谍报人员
- 刘　玉：

## 剧情
1931年蒋介石指挥国民政府军围剿以江西瑞金为中心的共产党政权中华苏维埃共和国。
中共党员江波受派遣打入国民政府军内部潜伏，为共产党送出大量情报，最终迎来1949年共产党的胜利，但他的女儿也被国民党特务杀害。

## 收视
电视剧收视率非常高。剧中主题曲《曙光在前头》也被广为传唱。

## 争议
- 由于拍摄紧急，服装道具不全，东拼西凑[1]。
- 剧中主人公使用美男计获取情报，这被当时的人们看来是对共产党人的歪曲污蔑[2]。
- 剧中有国军女谍报人员从被子里钻出，露出裸露的双肩一幕，受到争议。

## 重拍
2007年，中国制片人游建鸣宣布，《敌营十八年》将被重拍。重拍的《敌营十八年》及其续集将有90集，故事跨越22年，“将被打造成一部革命战争年代的《无间道》。”